# Hotel Hafnia

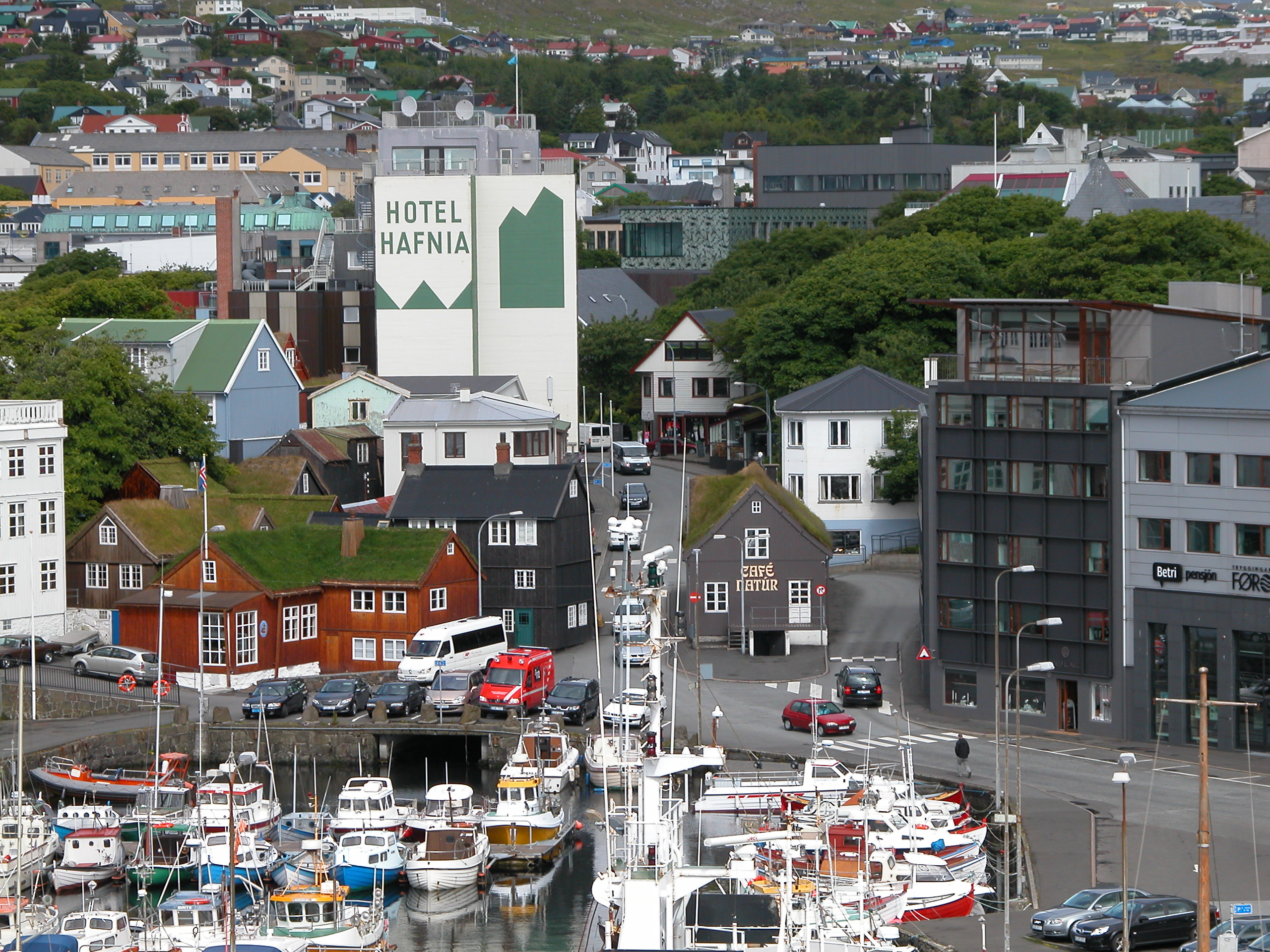

Hotel Hafnia (latin: Hafnia betyder Köpenhamn) är ett hotell i centrum av Tórshavn och är tillsammans med Hotel Føroyar de enda hotell på Färöarna som har fyra stjärnor. 
Hotellet byggdes år 1950 och öppnades 1 november 1951. Idag har hotellet 102 bäddar. Vid sidan av ett internationellt kök (dansk/franskt) finns även färöisk mat på hotellet.
Fram till år 2004 var hotellet familjeägt av bryggeriet Restorffs Bryggjarí, men idag styrs hotellet av två kvinnor som tidigare arbetat på hotellet. Berömda gäster är bland annat Dirch Passer, Poul Bundgaard, Kim Larsen, Björn Afzelius, Anne Linnet och Mærsk Mc-Kinney Møller.
I romanen Når engle spiller Mozart av Lisbeth Nebelong (2003) är hotellet en central händelseplats där den unga Lisa bor.